# Dorofiivka, Mala Vîska
Dorofiivka (în ucraineană Дорофіївка) este un sat în comuna Iakîmivka din raionul Mala Vîska, regiunea Kirovohrad, Ucraina.

## Demografie
Componența lingvistică a localității Dorofiivka
     Ucraineană (90,91%)
     Română (8,26%)
     Alte limbi (0,83%)
Conform recensământului din 2001, majoritatea populației localității Dorofiivka era vorbitoare de ucraineană (90,91%), existând în minoritate și vorbitori de română (8,26%).